# Reinhard Feldmeier
Reinhard Feldmeier (* 10. April 1952 in Bayreuth) ist ein deutscher evangelischer Theologe.
Reinhard Feldmeier studierte von 1972 bis 1978 Theologie in Neuendettelsau, München und Tübingen. Nach der Ersten Theologischen Dienstprüfung im Jahr 1979 war er bis 1984 Wissenschaftlicher Angestellter am Institutum Judaicum der Universität Tübingen. Von 1984 bis 1992 war Feldmeier Vikar und Pfarrer der Evangelisch-Lutherischen Landeskirche in Bayern. Er übernahm in dieser Zeit auch Lehrstuhlvertretungen in Zürich und Duisburg. 1986 wurde er in Tübingen promoviert mit der Arbeit Die Krisis des Gottessohnes. Die Habilitation erfolgte 1991 an der Evangelisch-Theologischen Fakultät Tübingen mit der Arbeit Die Christen als Fremde. Feldmeier lehrte als Professor für Altes und Neues Testament an der Universität Koblenz-Landau (1992–1995) und als Professor für Biblische Theologie an der Universität Bayreuth (1995–2002). Von 2002 bis zum Eintritt in den Ruhestand 2020 lehrte er als Professor für Neues Testament an der Universität Göttingen. Seine Nachfolgerin ist Susanne Luther. Einen 2005 erhaltenen Ruf nach Tübingen auf den Lehrstuhl für Neues Testament lehnte er ab. Feldmeier ist seit 2006 ordentliches Mitglied der Akademie der Wissenschaften zu Göttingen. Von 2010 bis 2013 war er Mitglied der Landessynode der evangelisch-lutherischen Landeskirche Hannovers.
Seine Arbeitsschwerpunkte sind die Religionsgeschichte der hellenistischen Welt, die Synoptischen Evangelien, Katholische Briefe und Aposteltraditionen sowie die biblische Gotteslehre. Feldmeier ist Mitherausgeber der Schriftenreihen SAPERE, Topoi Biblischer Theologie (TOBITH) (seit 2011) und COMES (seit 2013) sowie seit 2015 der Zeitschrift Religion in the Roman Empire. Seit 2017 ist er außerdem Direktor des von ihm mitbegründeten Centrum Orbis Orientalis et Occidentalis (CORO).
Er ist seit 1980 verheiratet und hat drei Kinder.

## Schriften
Monographien
- mit Hermann Spieckermann: Menschwerdung. (= Topoi biblischer Theologie. Bd. 2). Mohr Siebeck, Tübingen 2018, ISBN 978-3-16-155776-7.
- Der Höchste. Studien zur hellenistischen Religionsgeschichte und zum biblischen Gottesglauben (= Wissenschaftliche Untersuchungen zum Neuen Testament. Bd. 330). Mohr Siebeck, Tübingen 2014, ISBN 978-3-16-152718-0.
- Macht – Dienst – Demut. Ein neutestamentlicher Beitrag zur Ethik. Mohr Siebeck, Tübingen 2012, ISBN 978-3-16-152195-9  (Englische Übersetzung: Power Service Humility. A New Testament Ethic. Baylor University Press, Waco TX 2014, ISBN 978-1481300254).
- mit Hermann Spieckermann: Der Gott der Lebendigen. Eine biblische Gotteslehre (= Topoi biblischer Theologie. Bd. 1). Mohr Siebeck, Tübingen 2011, ISBN 978-3-16-150548-5 (Englische Übersetzung: God of the Living. A Biblical Theology. Übersetzt von Mark E. Biddle. Baylor University Press, Waco TX 2011, ISBN 978-1-60258-394-8; Portugiesische Übersetzung: O Deus dos vivos. Uma doutrina bíblica de Deus. Übersetzt von Uwe Wegner. Editora Sinodal, São Leopoldo 2015, ISBN 978-85-8194-059-5).
- Der erste Brief des Petrus (= Theologischer Handkommentar zum Neuen Testament. Bd. 15, 1). Evangelische Verlags-Anstalt, Leipzig 2005, ISBN 3-374-02323-1 (Englische Übersetzung: The First Letter of Peter. A Commentary on the Greek Text. Translated from the German by Peter H. Davids. Baylor University Press, Waco TX 2008, ISBN 978-1-60258-024-4; Portugiesische Übersetzung: A Primeira Carta de Pedro. Um comentário exegético-teológico. Traduão de Uwe Wegner. Sinodal/EST, São Leopoldo 2009, ISBN 978-85-233-0922-0).
- Die Christen als Fremde. Die Metapher der Fremde in der antiken Welt, im Urchristentum und im 1. Petrusbrief (= Wissenschaftliche Untersuchungen zum Neuen Testament. Bd. 64). Mohr, Tübingen 1992, ISBN 3-16-145982-2 (Zugleich: Tübingen, Universität, Habilitations-Schrift, 1991).
- Die Krisis des Gottessohnes. Die Gethsemaneerzählung als Schlüssel der Markuspassion (= Wissenschaftliche Untersuchungen zum Neuen Testament. Reihe 2, Bd. 21). Mohr, Tübingen 1987, ISBN 3-16-144972-X (Zugleich: Tübingen, Universität, Dissertation, 1986).

Herausgeberschaften
- mit Monika Winet: Gottesgedanken. Erkenntnis, Eschatologie und Ethik in Religionen der Spätantike und des frühen Mittelalters. Mohr Siebeck, Tübingen 2016, ISBN 978-3-16-154607-5.
- mit Maren R. Niehoff: Abrahams Aufbruch. Philon von Alexandria, De migratione Abrahami (= SAPERE. Bd. 30). Mohr Siebeck, Tübingen 2017, ISBN 978-3-16-153819-3.